# Municipio 7 di Milano
Il municipio 7 (Baggio, De Angeli, San Siro) è una delle nove circoscrizioni comunali di Milano.
La sede del Consiglio si trova in via Anselmo da Baggio, 55.

## Descrizione del municipio
Il municipio 7 si estende verso ovest dal centro cittadino.
Ha sede nella storica Cascina Monastero, nel quartiere di Baggio.

## Suddivisioni
Il municipio 7 comprende i seguenti quartieri: Porta Magenta, Muggiano, Baggio-Quartiere degli Olmi-Quartiere Valsesia, Forze Armate, San Siro, De Angeli-Monte Rosa, Stadio-Ippodromo, Quarto Cagnino, Quinto Romano, Figino e Pagano.
Il municipio 7 è quello con il maggior numero di aree verdi di tutto il Comune di Milano. Difatti, il suo territorio comprende il Parco delle Cave, il Boscoincittà, il Parco di Trenno, il Parco di Baggio, il Parco Valsesia, il Parco Annarumma ed il Parco del Centenario. Quest'ultimo, 169 000 m2, si trova in parte in Comune di Trezzano sul Naviglio.
Baggio è il quartiere più antico, il cuore del municipio 7, già luogo natale di papa Alessandro II verso l'anno 1000.
Sempre a Baggio, da pochi anni, grazie all'intervento dell'ex Consiglio di Zona 7, è stata reintrodotta l'antica Corsa degli asini, istituita nel 1600, poi soppressa, consistente in una gara di asini tra le vie più antiche del borgo.
Nelle zone di Muggiano ed Assiano si possono ammirare i fontanili, corsi d'acqua utili all'irrigazione dei campi, molti dei quali sono stati progettati e realizzati ai tempi dei Romani e da millenni si trovano negli stessi posti, adibiti all'irrigazione.
Figino, nel quale si trova la chiesa dedicata a san Materno, era il paese nel quale si coltivavano le fragole per Milano fino al secolo scorso. Per la cittadinanza milanese dei secoli passati le fragole venivano quasi esclusivamente proprio da Figino, località nella quale si teneva la Sagra delle fragole, la cui ultima edizione risale agli anni quaranta. Oggi è sede dell'impianto di termovalorizzazione e incenerimento rifiuti Silla 2, premiato nel 2003 dalla Triennale di Milano con la Medaglia d'Oro all'Architettura Italiana.
Nel municipio 7 si trova l'antica cascina Linterno, presso la quale si presume soggiornò Francesco Petrarca. Nel simbolo del municipio 7, difatti, si trova un capitello di una colonna di tale cascina sulla quale furono incise le iniziale del poeta: FP.

## Etnie e minoranze straniere
Secondo il Comune di Milano, gli immigrati residenti nel municipio 7 sono 36.736, il 20,78% del totale.

## Stazioni
Stazioni della Metropolitana di Milano:
- Bisceglie, Inganni, Primaticcio, Bande Nere, Buonarroti, De Angeli, Gambara, Conciliazione,  Pagano e Wagner.
- San Siro Ippodromo, San Siro Stadio e Segesta.

## Luoghi di interesse
- Cascina Linterno
- Stadio Giuseppe Meazza